# Sandžak
Članek se nanaša na upravno enoto Otomanskega cesarstva. Za pokrajino Sandžak na meji med Srbijo in Črno goro glej članek Sandžak (pokrajina).
Sandžak (turško: sancak, arabsko: liwas) je bila prvotno najmanjša upravna enota Otomanskega cesarstva, kasneje del province – vilajeta. Turška beseda sandžak pomeni »zastava« ali »prapor«. 

## Zgodovina
Sandžaki so bili prvotno najmanjše upravne enote Otomanskega cesarstva. Nastali so sredi 14. stoletja kot vojaški okraji in so bili del vojaško-fevdalnega sistema. Otomanska armada je imela poleg plačane poklicne vojske tudi konjeniške enote – spahije (turško: spahi ali sipahi), ki so opravljale vojaško službo v zameno za posestva, ki jim jih je podelil sultan. Večja posestva so se imenovala zaim ali zeamet, manjša pa timar. Spahije so se pred vojnimi pohodi zbirali po sandžakih, v katerih so živeli. Poveljeval jim je sandžak beg ali sandžak bej, ki je bil nekakšen »guverner okrožja«.
V poznem 14. stoletju so začele nastajti večje upravne enote – beglerbegluki, kasnejši ejaleti in vilajeti in sandžaki so postali upravne enote drugega reda. Število sandžakov se je močno spreminjalo. V obdobju reorganizacije Otomanskega cesarstva (turško: tanzimat, تنظيمات), ki se je začela leta 1839 in se je končala s Prvim ustavnim obdobjem leta 1876, se je število sandžakov povzpelo na več kot 400, sicer pa se je njihovo število sukalo okrog 150. 
Nekateri sandžaki, ki so nastali na novoosvojenih ozemljih, niso bili del provinc – vilajetov. Takšna sandžaka sta bila na primer Benghazi in Çatalca, ki sta bila neodvisna, njihovi vladarji pa so bili neposredno odgovorni Porti.